# 康义 (1966年)
康义（1966年8月—），男，汉族，湖南双峰人，中华人民共和国金融界人物、政治人物。

## 生平
1966年8月，康义出生在湖南省双峰县。1986年7月加入中国共产党，1988年7月毕业于上海财经大学经济学系经济学专业，大学学历，高级经济师。
大学毕业后，康义长期在中国建设银行任职。2016年11月，任中国农业银行党委委员、副行长。
2018年1月，任天津市人民政府副市长、党组成员。2022年3月，任国家统计局党组书记、局长。